# 듄 (1984년 영화)
《듄》(영어: Dune) 또는 사구는 1984년 미국에서 개봉한 영화다. 데이비드 린치가 감독과 각본을 맡았으며, 프랭크 허버트의 동명 소설이 영화의 원작이다.

## 줄거리
10,191년, 알려진 우주는 파디샤 황제 샤담 4세가 통치하고 있다. 제국에서 가장 가치 있는 물질은 수명을 연장하고 의식을 확장하는 향신료 멜란지이다. 이 향신료는 또한 스페이싱 길드가 공간을 접는 것을 허용하여 안전하고 즉각적인 성간 여행을 가능하게 한다. 길드의 지도자는 샤담에게 향신료 생산을 위태롭게 할 수 있는 음모를 명확히 밝힐 것을 요구한다. 샤담은 향신료의 유일한 공급원인 행성 아라키스의 권력과 통제를 아트레이데스 가문에 넘겨주었다고 밝힌다. 그러나 아트레이데스 가문이 도착하면 그들은 숙적인 하코넨과 샤담 자신의 사다우카르 병력의 공격을 받을 것이다. 샤담은 아트레이데스 가문이 비밀 군대를 모으고 있다는 보고 때문에 그들을 두려워한다.
레디 제시카는 레토 아트레이데스 공작의 첩으로, 뛰어난 신체적, 정신적 능력을 가진 독점적인 자매 결사단인 베네 게세리트의 신도이다. 베네 게세리트가 자신들의 이점을 위해 사용할 정신적 "초인"인 퀴사츠 헤더락을 생산하기 위한 수세기 동안의 번식 프로그램의 일환으로, 제시카는 딸을 낳으라는 명령을 받았지만 불복종하고 아들인 폴 아트레이데스를 낳았다. 폴은 모히암 대모에게 충동 조절 능력을 평가하기 위한 시험을 받았고, 그녀를 놀라게 하며 시험을 통과한다.
아트레이데스 가문은 그들의 고향인 칼라단을 떠나 거대한 샌드웜이 서식하는 황량한 사막 행성인 아라키스로 향한다. 아라키스의 원주민인 프레멘은 메시아가 그들을 자유와 낙원으로 이끌 것이라고 예언한다. 레토의 충신 중 한 명인 덩컨 아이다호는 아라키스에 강력한 동맹이 될 수 있는 수많은 프레멘이 있다고 의심한다고 말한다. 레토가 프레멘과 동맹을 맺기 전에 하코넨이 공격을 시작한다. 레토의 개인 주치의이자 비밀리에 하코넨의 이중 스파이인 웰링턴 웨 박사는 방패를 비활성화하여 아트레이데스 가문을 무방비 상태로 만든다. 아이다호는 사망하고 레토는 포로로 잡히며, 아트레이데스 가문의 거의 모든 구성원이 하코넨에 의해 전멸된다. 하코넨 남작은 멘타트 피터 드 브리스에게 독이 든 칼로 웨를 죽이라고 명령한다. 레토는 제시카와 폴의 생명을 살려주는 대가로 웨가 심어준 독가스 이빨을 사용하여 남작을 암살하려 했으나 실패하고 피터를 죽이며 사망한다.
폴과 제시카는 공격에서 살아남아 깊은 사막으로 탈출하고, 그곳에서 프레멘의 시치에 의해 피난처를 얻는다. 폴은 프레멘 이름인 무앗딥을 사용하고 프레멘이 기다려온 메시아로 떠오른다. 그는 그들에게 아트레이데스 가문이 개발한 음파 무기인 위어딩 모듈을 사용하는 방법을 가르치고 향신료 채굴을 목표로 한다. 다음 2년 동안 폴의 습격으로 향신료 생산은 거의 중단된다. 스페이싱 길드는 아라키스의 악화되는 상황을 황제에게 알린다.
폴은 젊은 프레멘 전사 챠니와 사랑에 빠진다. 제시카는 치명적인 독인 생명의 물을 섭취하여 베네 게세리트 능력을 사용하여 무해하게 만들고 프레멘의 대모가 된다. 이 의식의 후유증으로 제시카의 태아인 알리아는 나중에 성인 베네 게세리트 대모의 모든 능력을 가지고 태어난다. 폴은 예언적인 꿈에서 황제와 길드가 자신을 죽이려는 음모를 알게 된다. 폴의 꿈이 갑자기 멈추자 그는 생명의 물을 마시고 사막에서 심오한 환각 여행을 한다. 그는 강력한 정신 능력을 얻고 샌드웜을 통제하는 능력을 얻는데, 샌드웜이 향신료의 원천임을 깨닫는다.
황제는 프레멘을 전멸시키고 행성 통제권을 되찾기 위해 아라키스 상공에 거대한 침략 함대를 모은다. 그는 남작의 나이 많은 조카인 글로수 "더 비스트" 라반을 참수하고 남작을 소환하여 향신료 채굴이 중단된 이유를 설명하라고 명령한다. 폴은 수도인 아라킨에서 하코넨과 황제의 사다우카르에 대한 최후의 공격을 시작한다. 샌드웜을 타고 음파 무기를 휘두르며 폴의 프레멘 전사들은 황제의 군단을 쉽게 물리친다. 알리아는 남작을 암살하고 폴은 황제와 대면하고 남작의 어린 조카인 페이드 로타와 죽음의 결투를 벌인다. 페이드를 죽인 후, 폴은 새로 얻은 힘을 보여주고 아라키스에 비를 내리게 함으로써 프레멘의 예언을 이룬다. 알리아는 그를 퀴사츠 헤더락이라고 선언한다.

## 캐스팅
- 카일 매클라클런 - 폴 아트레이드 역
- 프란체스카 애니스 - 레이디 제시카 역
- 레오나도 치미노 - 남작의 의사 역
- 브래드 두리프 - 파이터 드 브리즈 역
- 호세 페레르 - 파디샤 황제 샤담 황제 4세 역
- 린다 헌트 - 샤다트 메입스 역
- 프레디 존스 - 투피르 하와트 역
- 리처드 조던 - 던컨 아이다호 역
- 버지니아 매드슨 - 이룰란 공주 역
- 실바나 만가노 - 베네 제서릿 교모 라말로 역
- 에버렛 맥길 - 스틸가 역
- 케네스 맥밀란 - 블라디미르 하코넨 남작 역
- 잭 낸스 - 캡틴 아이킨 네푸드 역
- 시안 필립스 - 가이우스 헬렌 대모 목사 교모 역
- 위르겐 프로흐노 - 레토 아트레이드 공작 역
- 폴 스미스 - 야수 라반 역
- 패트릭 스튜어트 - 거니 할렉 역
- 스팅 - 페이드 로타 역
- 앙글리카 아라곤 - 베네 게세리트 여자 형제 역
- 딘 스톡웰 - 웰링턴 유에 역
- 막스 폰 쉬도브 - 닥터 카인즈 역
- 얼리샤 로안 윗 - 엘리아 아트레이드 역
- 숀 영 - 챤니 역
- 대니 코킬 (삭제 장면) - 올룹 역
- 호노라토 마가로니 - 오데임 역
- 쥬드 오멘 - 제이미스 역
- 몰리 린 - 하라 역, 제이미스의 와이프
- 데이비드 린치 (공인되지 않음) - 스파이스 워커 역

## 한국판 성우진(SBS)
- 김승준 - 폴(카일 매클라클런)
- 송도영 - 제시카(프란체스카 애니스)
- 이완호 - 할렉(패트릭 스튜어트)
- 함수정 - 챠니(숀 영)
- 설영범 - 레토 공작(위르겐 프로흐노)
- 김현직 - 황제(호세 페레르)
- 홍승옥 - 모히암(시안 필립스)
- 한상덕 - 하코넨 남작(케네스 맥밀란)
- 서혜정 - 이룰란 공주(버지니아 매드슨) / 엘리아(얼리샤 윗)
- 황일청 - 카인즈 박사(막스 폰 쉬도브)
- 나수란 - 메입스(린다 헌트)
- 이근욱 - 유에 박사(딘 스톡웰)
- 김태훈 - 화이트(프레디 존스)
- 이윤선 - 브리즈(브래드 두리프)
- 유해무 - 던칸(리처드 조던) / 스틸거(에버렛 맥길)
- 임성표 - 라반(폴 L. 스미스) / 조종사(라몬 메넨데즈)
- 이재용 - 라우타(스팅)
- 성완경 - 조종사(험베르토 엘리존도)

## 리메이크
영화 듄이 리메이크되어 2021년에 북미 개봉한다.